# Wybory do Kongresu Stanów Zjednoczonych w 2022 roku

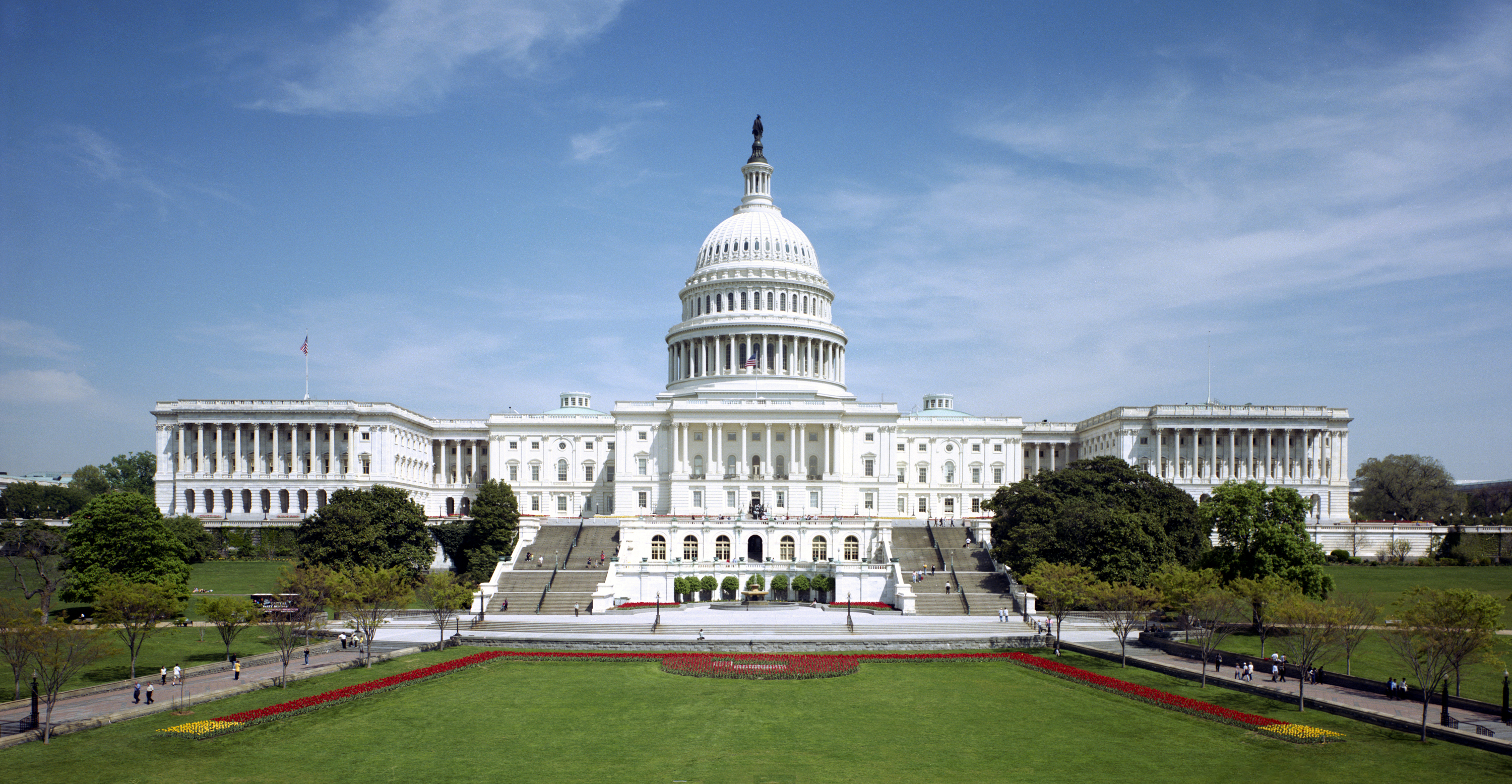
Kapitol Stanów Zjednoczonych–siedziba parlamentu amerykańskiego

Wybory parlamentarne w USA w 2022 roku – wybory parlamantarne, które odbyły się 8 listopada 2022 roku. Amerykanie wybierali cały skład Izby Reprezentantów oraz część składu Senatu.
Podczas tych wyborów, które miały miejsce podczas pierwszej kadencji urzędującego prezydenta Joe Bidena z Partii Demokratycznej, Partia Republikańska przejęła kontrolę nad Izbą Reprezentantów (222 reprezentantów republikańskich i 213 reprezentantów demokratycznych), podczas gdy Demokraci nieznacznie powiększyli swoją większość w Senacie.
|                                   |                                                                              |
| 222 republikanów i 213 demokratów | 48 republikanów i 49 demokratów oraz 3 niezależnych wspierających demokratów |